# Baebier
Baebius (weibliche Form Baebia) war das Nomen der gens Baebia (deutsch Baebier), einer plebejischen Familie im Römischen Reich. Den wichtigsten Zweig der seit dem Zweiten Punischen Krieg hervorgetretenen Familie bildeten während der Ära der Republik die Baebii Tamphili. Die beiden Brüder Gnaeus und Marcus Baebius Tamphilus dienten 182 und 181 v. Chr. nacheinander als Konsuln.

## Bedeutende Vertreter
- Baebius, um 180 v. Chr. Urheber der die Anzahl der zu wählenden Prätoren bestimmenden Lex Baebia
- Baebius, wurde als Kommandant von fünf Kohorten 45/44 v. Chr. von den Illyrern vernichtend geschlagen
- Baebius Hispanus, Empfänger von Briefen des mit ihm befreundeten jüngeren Plinius
- Baebius Macer, Empfänger eines Briefes des jüngeren Plinius
- Baebius Macer, unter Kaiser Valerian 258 n. Chr. Prätorianerpräfekt
- Baebius Macrianus, Lehrer des Kaisers Severus Alexander
- Baebius Marcellinus, als kurulischer Ädil um 205 n. Chr. hingerichtet
- Baebius Massa, Statthalter der Baetica, wegen Bereicherung verurteilt
- Baebius Probus, wegen seiner um 98 n. Chr. geleisteten Beihilfe zu Erpressungen des Caecilius Classicus in der Baetica fünf Jahre lange verbannt
- Baebius Tamphilus, Münzmeister um 155 v. Chr.
- Aulus Baebius (Kommandant) († nach 167 v. Chr.), römischer Militärführer
- Aulus Baebius (Ritter) († nach 45 v. Chr.), römischer Ritter
- Aulus Baebius Regillus, römischer Offizier (Kaiserzeit)
- Gaius Baebius (Volkstribun), römischer Politiker, Volkstribun 111 v. Chr.
- Gaius Baebius (Offizier), römischer Heerführer
- Gaius Baebius Atticus, Procurator des Claudius in Noricum
- Gnaeus Baebius Tamphilus (Konsul 182 v. Chr.), römischer Politiker
- Gnaeus Baebius Tamphilus (Prätor), römischer Politiker, Prätor 168 v. Chr.
- Lucius Baebius, gehörte 169 v. Chr. einer Gesandtschaft nach Makedonien an
- Lucius Baebius Aurelius Iuncinus, Präfekt von Ägypten 213/214 n. Chr.
- Lucius Baebius Avitus, Procurator Vespasians in Lusitanien
- Lucius Baebius Caecilianus, Statthalter von Pannonia inferior 199 n. Chr.
- Lucius Baebius Dives, wohl Legat des Publius Cornelius Scipio Africanus 202 v. Chr., Prätor von Hispania ulterior 189 v. Chr.
- Lucius Baebius Honoratus, Suffektkonsul unter Kaiser Domitian (vor 85 n. Chr.)
- Lucius Baebius Tullus, Suffektkonsul 95 n. Chr.
- Marcus Baebius, wurde 87 v. Chr. auf Befehl des Marius und Fimbria bei deren Einzug in Rom getötet
- Marcus Baebius, Freund des Aulus Cluentius, vor 66 v. Chr. verstorben
- Marcus Baebius Tamphilus, Konsul 181 v. Chr.
- Publius Baebius Italicus, Suffektkonsul 90 n. Chr.
- Quintus Baebius, Volkstribun 200 v. Chr.
- Quintus Baebius Herennius, Volkstribun 216 v. Chr.
- Quintus Baebius Macer, Suffektkonsul 103 n. Chr.
- Quintus Baebius Sulca, Prätor 175 v. Chr.
- Quintus Baebius Tamphilus, ging 219–218 v. Chr. als Gesandter zu Hannibal nach Sagunt, dann nach Karthago